# Philibert Chabert
Pour les articles homonymes, voir Chabert.
Philibert Chabert, né à Lyon le 6 janvier 1737 et mort à Maisons-Alfort le 8 septembre 1814, est un vétérinaire français, professeur puis successivement directeur de l'École vétérinaire d'Alfort et inspecteur des Écoles vétérinaires.

## Biographie
Fils de maréchal-ferrant, Philibert Chabert apprend à son tour ce métier. Il vient à Paris travailler chez le père de Philippe-Etienne Lafosse, qui y exerçait la maréchalerie.
Il entre ensuite au service de l'armée où il fait, comme maréchal-ferrant, la guerre de sept ans (campagne du Hanovre) dans les armées du prince de Condé, où le Maréchal de France Frédéric de Montmorency remarque ses qualités. Lors de la paix survenue en 1763, après le Traité de Hubertsbourg, Montmorency le recommande à Claude Bourgelat, écuyer du roi Louis XV, et fondateur de la première école vétérinaire en 1761.
Il entre ainsi au Collège Royal vétérinaire de Lyon, puis en 1766 à l'École vétérinaire d'Alfort que Bourgelat venait de fonder avec le concours du secrétaire d'État Bertin. Il y dirigea les forges et les hôpitaux. Chabert faisait fréquemment référence à son expérience de maréchal-ferrant.
En 1780, il succéda à Bourgelat à la direction de l'École vétérinaire d'Alfort, puis comme Inspecteur général des Écoles royales vétérinaires. En 1783, il fut élu membre de la Société d'agriculture de la généralité de Paris.
Sous la Révolution, Chabert reste fidèle à la famille de Montmorency qui l'avait favorisé au début de sa carrière. Il abrite la Duchesse de Montmorency-Luxembourg plusieurs semaines à Alfort. Ce qui lui vaut d'être dénoncé sous la Terreur et arrêté le 16 décembre 1793. Il est emprisonné à Picpus. Un de ses étudiants, Jean Girard, proche du Comité de sureté générale, chercha d'abord à le faire libérer. Il fit appel à Couthon, mais ce dernier lui indiqua qu'il était plus sûr pour Chabert de rester à Picpus, plus ou moins incognito, en attendant des jours meilleurs, que d'être libéré en pleine lumière. Girard effaça donc toute trace de ses demandes de libération. Chabert est libéré le 14 juillet 1794, quelques jours avant la chute de Robespierre.
Sa place de directeur des écoles vétérinaires est confirmée. Il enseigne la maréchalerie et la jurisprudence vétérinaire jusqu'en 1806. Il était aussi membre honoraire du Comité des haras, membre de la   Société de médecine de Paris, et correspondant de l'Institut de France pour la classe des sciences. Il fut nommé Chevalier de la Légion d'honneur par décret du  18 décembre 1803.

## Travaux
Philibert Chabert écrivit de nombreux articles pour La Feuille du Cultivateur, les Mémoires de la Société royale d'Agriculture de Paris, ceux de la Société royale de Médecine, ainsi que dans le Journal d'agriculture et les Instructions vétérinaires. Il a donné d'utiles travaux sur les maladies des animaux (charbon, gale, dartre, morve, etc.).
Ses nombreuses publications, et sa position dominante, lui confèrent une grande influence sur la médecine vétérinaire jusqu'au début du XIXe siècle. Ces écoles françaises sont les premières du genre, et de nombreux savants étrangers viennent les visiter pour s'en inspirer, notamment l'anglais Arthur Young ou l'allemand Karl Rudolphi. Les idées de Chabert se diffusent ainsi dans toute l'Europe.
En 1783, il ajoute quatre postes d'enseignement à l'école vétérinaire d'Alfort : deux en économie rurale, un en anatomie et un en chimie. Il refuse la venue de chirurgiens comme enseignants, craignant que cela ne détourne les étudiants de la médecine vétérinaire vers la chirurgie humaine. Selon Rudolphi : « Il me semble juste de dire que si Bourgelat a fondé les écoles vétérinaires, c'est Chabert qui a créé la science vétérinaire. » À partir d'un savoir ancien hippiatrique, Chabert fait le lien avec la science de son temps, et surtout avec les préoccupations économiques. La nouvelle science vétérinaire a pour but la prospérité de l'élevage en évitant la perte des animaux. Chabert insiste sur la nécessité de mieux comprendre les maladies afin de mieux lutter contre elles.
Cependant Chabert lui-même, ancien maréchal-ferrant, n'avait pas de véritable formation académique. Il s'intéresse aux maladies parasitaires et publie beaucoup en fournissant données et observations utiles à une époque où l'on ignorait presque tout de l'origine des parasites, de leur cycle de vie et de leur rôle pathogène. Son apport strictement scientifique reste plutôt limité. Il découvre plusieurs parasites en les décrivant grossièrement, mais ces découvertes seront attribuées à ses élèves ou successeurs qui sauront les caractériser avec plus de précision. Il est moins imprécis dans ses études sur les ectoparasites.
Plusieurs ouvrages dans ces domaines ont été des classiques en leur temps et traduits en plusieurs langues (anglais, allemand, espagnol, italien) comme De la pourriture des bêtes à laine, Traité de la gale et des dartres des animaux, Traité des maladies vermineuses dans les animaux, publiés en 1782 et 1783.
Il essaie les remèdes proposé à son époque, mais sans succès. Il invente alors une « huile empyreumatique » destinée à éliminer les vers parasites. Sa préparation est décrite dans son Traité des maladies vermineuses : « Au début, il faut distiller de la corne de pied de cheval ou de pied de bœuf jusqu'à l'obtention d'une huile noire, puis cette huile noire est de nouveau distillée et on y ajoute de la térébenthine... » Dans la deuxième édition de son Traité (1787), il indique les résultats. Son remède élimine le ténia chez le chien et gastrophilus chez le cheval. Ce remède restera en usage jusqu'au milieu du XIXe siècle.
Son ouvrage le plus notable est son Traité du Charbon ou Anthrax dans les Animaux (1779), où il distingue les caractéristiques de la maladie selon les différentes espèces d'animaux domestiques, en insistant sur le plus grand risque pour l'homme de s'exposer à un animal charbonneux, plutôt qu'à un autre homme charbonneux. L'ouvrage fera aussi référence jusqu'au milieu du XIXe siècle.
Dans l'une des fermes de Maisons, Philibert Chabert entretenait le premier troupeau de moutons mérinos importés d'Espagne en France en 1786. Il joua un rôle déterminant dans l'acclimatation de cette race ovine.
En 1909, son nom a été donné à une espèce de ver nématode fréquemment retrouvé dans le gros intestin du mouton : Chabertia ovina.

## Publications
Philibert Chabert n'a jamais bien appris à écrire, et son orthographe était déplorable. Cela ne l'empêcha pas d'écrire de nombreux ouvrages, parfois en collaboration avec des collègues.
- Traité des appareils et des bandages propices aux quadrupèdes, Paris : Impr. royale, et chez Vallat-la-Chapelle, 1770, in-8º, XIII-106 p., fig. (avec Claude Bourgelat) ; nouvelle éd., Paris : Mme Huzard ; 2e éd., Paris : Mme Huzard, 1813, in-8º, XVI-151 p. avec 21 planches ; traduit en allemand en 1801
- Essai théorique et pratique sur la ferrure, à l’usage des Élèves des Écoles vétérinaires, 1re éd., Paris : Impr. royale, 1771, in-8º, XVI-206-XX p. (avec Claude Bourgelat) lire en ligne sur Gallica ; 2e éd., Paris : chez Mme Huzard, 1805, in-8º, XVI-230 p. ; 3e éd., Paris : Mme Huzard, 1813, in-8º, XVI-222 p.
- « Du Claveau », Journal d'Agriculture, février 1777, puis 1781, in-4º de 7 p.
- Traité du Charbon ou Anthrax dans les Animaux, 1re éd., 1779 (sous le titre La Description et le traitement du Charbon dans les animaux, dans le Journal d’Agriculture, juin-juillet 1779, très répandu, in-12, 50 p.) ; 2e éd., Paris : Impr. royale, 1780, in-4º, 28 p. (sans les formules médicinales) ; 3e éd., dans l’Almanach vétérinaire, 1782, petit in-12, 27 p. ; 4e éd., Paris : Impr. royale, 1782, in-8º, 109 p. ; 5e éd., Paris : Impr. royale, 1783, in-8º, 140 p. ; 6e éd., Paris : Impr. royale, 1786, in-8º, 140 p. ; 7e éd., Paris : chez la Ve Vallat-la-Chapelle, 1790, in-8º, 150 p. ; traduit en italien, en allemand, en espagnol
- Almanach vétérinaire contenant l’histoire abrégée des progrès de la médecine vétérinaire des animaux, depuis l’établissement des écoles vétérinaires en France ; on y a joint la description et le traitement de plusieurs maladies des bestiaux, la notice de quelques ouvrages sur l’art vétérinaire, Paris, 1782, in-12 (avec Pierre Flandrin et Jean-Baptiste Huzard) ; puis sous le titre Instructions et observations sur les maladies des animaux domestiques, avec les moyens de les guérir, de les préserver, de les conserver en santé, de les multiplier, de les élever avec avantage, et de n’être point trompé dans leur achat, Paris : Mme Huzard ; 3e éd., Paris, 1782-1795 ; éd. en 1806-1809, 6 t.
- Traité des maladies vermineuses dans les animaux, Paris : Impr. royale, 1782, in-8º, 120 p., 2 figures gravées en couleur par Dagoty ; autre éd., Paris, Impr. royale, 1787, in-8º, 194 p.
- Traité de la Gale et des Dartres dans les Animaux (imprimé par ordre du gouvernement), Paris, 1783, in-8º ; Paris : Impr. royale, 1785 et 1787, in-8º, 56 p. ; 3e éd., Paris : Impr. de Guillaume, 1794, in-8º, 42 p. ; 5e éd. avec des notes de J.-B. Huzard, Paris : Mme Huzard, 1802, in-8º, 56 p.
- Instruction sur la manière de conduire et de gouverner les vaches laitières, imprimée par ordre du gouvernement, Paris : Impr. royale, 1785, in-8º, 31 p. (1re édition de Chabert seul) ; 2e éd. (augmentée et corrigée, avec M. Huzard), Paris : M.-R. Huzard, 1797, in-8º, 49 p. ; 3e éd. (augmentée), Paris : Mme Huzard, 1807, in-8º, 84 p.
- Instruction sur les moyens de s'assurer de l'existence de la morve et d'en prévenir les effets, Paris, 1785, in-8º (avec Jean-Baptiste Huzard).
- Des organes de la digestion dans les Ruminans, à l’usage des Élèves des Écoles vétérinaires [1e partie], s. l., 1787, in-8º, 91 p. ; 2e éd., Paris : Mme Huzard, 1797, in-8º, 87 p.
- Instruction sur la Péripneumonie, ou affection gangréneuse du poumon, dans les bêtes à cornes, imprimée par ordre du conseil exécutif provisoire, Paris : Impr. nationale exécutive du Louvre, 1793, in-8º, 16 p. ; éd. en 1801
- Du Sommeil, 1796, in-8º.
- Instruction sur la Péripneumonie gangréneuse qui règne ordinairement dans le printemps sur les bêtes-à-cornes [publiée par ordre du gouvernement], Paris : Impr. de la Feuille du Cultivateur, 1797, 20 p.
- Des lois sur la garantie des animaux, ou exposé des cas rédhibitoires, suivant le droit ancien et moderne, avec un plan pour améliorer cette législation, et une Instruction utile aux Propriétaires, aux Marchands de Chevaux, etc., pour reconnoître les cas qui peuvent entrer dans la garantie, Paris : Impr. de Marchant, chez Mme Huzard, et Rondonneau, 1804, in-8º, 136 p. (avec Charles Michel François Fromage de Feugré)
- Des Moyens de rendre l’Art Vétérinaire plus utile, en améliorant le sort de ceux qui l'exercent, tant dans les départemens que dans les troupes à cheval, avec un aperçu des principaux devoirs des Vétérinaires…, Paris : chez Marchant, 1805, in-8º, 52 p., 1804, in-8º (avec Charles Michel François Fromage de Feugré).
- D’une altération du lait de vache, désignée sous le nom de lait bleu, Paris : A.-J. Marchant, 1805, in-8º, 34 p. (avec Charles Michel François Fromage de Feugré)
- Traité théorique et pratique sur l’engraissement des animaux domestiques, où sont décrits les qualités physiques qui disposent les bœufs, les moutons, les cochons et les volailles à engraisser ; les vices de conformation, ou les maladies qui les en empêchent ; les procédés les plus économiques d’engraissement, usités en France et en Europe ; les moyens préservatifs et les remèdes curatifs des maladies qui surviennent pendant et après leur engraissement, Paris : Marchant, 1805, in-8º, 63 p., ou in-12 (avec Charles Michel François Fromage de Feugré) ; éd. en 1807, in-12.

La plupart de ces textes ont été repris dans Instructions et Observations sur les maladies des animaux domestiques, etc., avec Flandrin et Huzard, Paris, 1812-1824, 6 vol. in-8º. Certains ont été traduits en allemand, en espagnol et en italien. Il a également participé au Supplément du cours d'agriculture de l'abbé Rozier.